# التهاب الوريد
التهاب الوَريد (بالإنجليزية: Phlebitis)‏ هو التهاب يمكن أن ينتشر في أيّ جزء من الجسم، لكنه شائع الحدوث في السيقان، ويسبب عادة الطراوة، والانتفاخ، والاحمرار، والألم في منطقة الوريد. وقد يؤدي إلى التهاب الوريد الخُثَارِّي، أي تَكَوُّن جلطةِ الدم بطول بطانة الوريد الملتهب. وإذا تفتتت الجلطة وانتقلت إلى مجرى الدم، فإن الجلطة قد تَعْلق وتسبِّب انسدادًا (قفل في مجرى الدم). والانسداد (embolism) الذي يحدث في القلب أو الرئتين يمكن أن يكون مميتاً.
ومعظم حالات التهاب الوريد سببها جرح، أو عدوى تصيب الوريد. وقد يكون التهاب الوريد نتيجة ضعف الدورة الدموية في الأوردة، بسبب الراحة الطويلة بالفراش، أو الحمل أو السمنة، أو فشل القلب، أو حالات أخرى.
وعند علاج التهاب الوريد في السيقان، ينصح الأطباء برفع الطرف المتأثر لتقليل الالتهاب. ولابد أن يرتدي المريض جوربًا داعمًا مرنًا عند المشيّ. وفي حالات التهاب الوريد الحادة، تكون الراحة في الفراش مطلوبة لمنع الجلطة من التفتت. وقد توصف عقاقير تُسمى مضادات التخثر لمنع الجلطة، وفي بعض الحالات، قد تكون الجراحة ضرورية.

## وصلات خارجية
- Phlebitis at MotherNature.com
- eMedicine Health: Phlebitis provides an overview of phlebitis and its causes, symptoms, and treatment.